# ターリング
ターリング（Tarring）は、イングランド、ウェスト・サセックス州、バラ・オブ・ワージングにあるヴィレッジ。公式名はウェスト・ターリング（West Tarring）。歴史的建造物、パブが残る。
イースト・サセックス州のターリング・ネヴィルとしばしば混同され、注意を要する。